# Trökörna landskommun
Trökörna landskommun var en tidigare kommun i dåvarande Skaraborgs län.

## Administrativ historik
Kommunen inrättades i Trökörna socken i Viste härad i Västergötland när 1862 års kommunalförordningar trädde i kraft. 
Vid Kommunreformen 1952 uppgick kommunen i Grästorps landskommun som 1971 ombildades till Grästorps kommun.

## Politik

### Mandatfördelning i Trökörna landskommun 1938-1946
| 2 | 3 | 6 | 4 |

| 15 |

| 3 | 1 | 6 | 1 | 4 |

| 15 |

| 4 | 6 | 5 |

| 15 |